# Kaldrananeshreppur
Kaldrananeshreppur és un municipi d'Islàndia, a la regió de Vestfirðir. Té una extensió de 458,4 km² i una població de 115 habitants a primer de gener de 2025.
La principal població del municipi és Drangsnes.